# Madonna col Bambino tra i santi Girolamo e Giovanni Battista
La Sacra Conversazione della Madonna col Bambino tra i santi Girolamo e Giovanni Battista è un dipinto a olio su tavola (102x144 cm) di Cima da Conegliano, databile al 1492-1495 e conservato nella National Gallery of Art di Washington.

## Descrizione
Questo dipinto raffigura al centro la Madonna col Bambino, a sinistra san Girolamo con una lunga barba bianca, a destra san Giovanni Battista con le mani giunte e la croce.